# Hide & Seek/Something
Hide & Seek/Something – czterdziesty singel południowokoreańskiego zespołu TVXQ, wydany w Japonii 5 lutego 2014 roku przez Avex Trax. Został wydany w trzech edycjach: regularnej CD, limitowanej CD+DVD oraz „Bigeast”. Osiągnął 2 pozycję w rankingu Oricon i pozostał na liście przez 6 tygodni, sprzedał się w nakładzie 119 291 egzemplarzy w Japonii. Singel zdobył status złotej płyty.
„Something” to japońska wersja piosenki z koreańskiego albumu Tense.

## Lista utworów

### CD
| CD | CD                                                  | CD     | CD                         | CD                      | CD      |
| Nr | Tytuł utworu                                        | Tekst  | Kompozycja                 | Aranżacja               | Długość |
| -- | --------------------------------------------------- | ------ | -------------------------- | ----------------------- | ------- |
| 1. | „Hide & Seek”                                       | H.U.B. | Kaoru Kondō                | Shinjirō Inoue          | 5:18    |
| 2. | „Something”                                         | H.U.B. | Yoo Young-jin, Yoo Han-jin | Yoo Young-jin           | 4:02    |
| 3. | „Hide & Seek -Markus Bøgelund's Audio Ninja Remix-” | H.U.B. | Kaoru Kondō                | Markus Bøgelund (remix) | 4:51    |
| 4. | „Hide & Seek” (Less Vocal)                          |        | Kaoru Kondō                | Shinjirō Inoue          | 5:18    |
| 5. | „Something” (Less Vocal)                            |        | Yoo Young-jin, Yoo Han-jin | Yoo Young-jin           | 4:02    |

### CD+DVD
| CD | CD                         | CD     | CD                         | CD             | CD      |
| Nr | Tytuł utworu               | Tekst  | Kompozycja                 | Aranżacja      | Długość |
| -- | -------------------------- | ------ | -------------------------- | -------------- | ------- |
| 1. | „Hide & Seek”              | H.U.B. | Kaoru Kondō                | Shinjirō Inoue | 5:18    |
| 2. | „Something”                | H.U.B. | Yoo Young-jin, Yoo Han-jin | Yoo Young-jin  | 4:02    |
| 3. | „Hide & Seek” (Less Vocal) |        | Kaoru Kondō                | Shinjirō Inoue | 5:18    |
| 4. | „Something” (Less Vocal)   |        | Yoo Young-jin, Yoo Han-jin | Yoo Young-jin  | 4:02    |

| DVD | DVD                                         | DVD     |
| Nr  | Tytuł utworu                                | Długość |
| --- | ------------------------------------------- | ------- |
| 1.  | „Hide & Seek” (Video Clip)                  |         |
| 2.  | „Hide & Seek (Video Clip) -Off Shot Movie-” |         |

## Notowania
| Lista                             | Pozycja           |
| --------------------------------- | ----------------- |
| Oricon Weekly Singles Chart       | 2                 |
| Oricon Yearly Singles Chart       | 56                |
| Billboard Japan Hot 100           | 2 („Hide & Seek”) |
| Billboard Japan Top Singles Sales | 2                 |